# بایشوی
بایشوی (به لاتین: Baixoi) یک منطقهٔ مسکونی در جمهوری خلق چین است که در منطقه خودمختار تبت واقع شده‌است. بایشوی ۱۵۹ نفر جمعیت دارد و ۴٬۱۱۶ متر بالاتر از سطح دریا واقع شده‌است.